# (17644) 1996 TW8
(17644) 1996 TW8 est un astéroïde de la ceinture principale d'astéroïdes découvert en 1996.

## Description
(17644) 1996 TW8 a été découvert le 10 octobre 1996 à la Station Catalina, un observatoire astronomique situé dans les Monts Santa Catalina à environ 29 kilomètres au nord-est de Tucson dans l'Arizona, par Timothy B. Spahr.

### Caractéristiques orbitales
L'orbite de cet astéroïde est caractérisée par un demi-grand axe de 2,67 UA, un périhélie de 2,49 UA, une excentricité de 0,07 et une inclinaison de 21,29° par rapport à l'écliptique. Du fait de ces caractéristiques, à savoir un demi-grand axe compris entre 2 et 3,2 UA et un périhélie supérieur à 1,666 UA, il est classé, selon la JPL Small-Body Database, comme objet de la ceinture principale d'astéroïdes.

### Caractéristiques physiques
(17644) 1996 TW8 a une magnitude absolue (H) de 12,9 et un albédo estimé à 0,333.